# Carl Hellström
Pour les articles homonymes, voir Hellström.
Carl Leopold Hellström, né le 10 décembre 1864 à Göteborg et mort le 4 juillet 1962 dans la même ville, est un skipper suédois.

## Carrière
Carl Hellström est médaillé d'argent de la course de 8 Metre aux Jeux olympiques de 1908 à bord de Vinga et médaillé d'or de la course de 10 Metre aux Jeux olympiques de 1912 à bord de Kitty.